# Rhododendron orbiculare
Rhododendron orbiculare är en ljungväxtart. Rhododendron orbiculare ingår i släktet rododendron, och familjen ljungväxter.

## Underarter
Arten delas in i följande underarter:
- R. o. cardiobasis
- R. o. maolingense
- R. o. oblongum
- R. o. orbiculare

## Bildgalleri

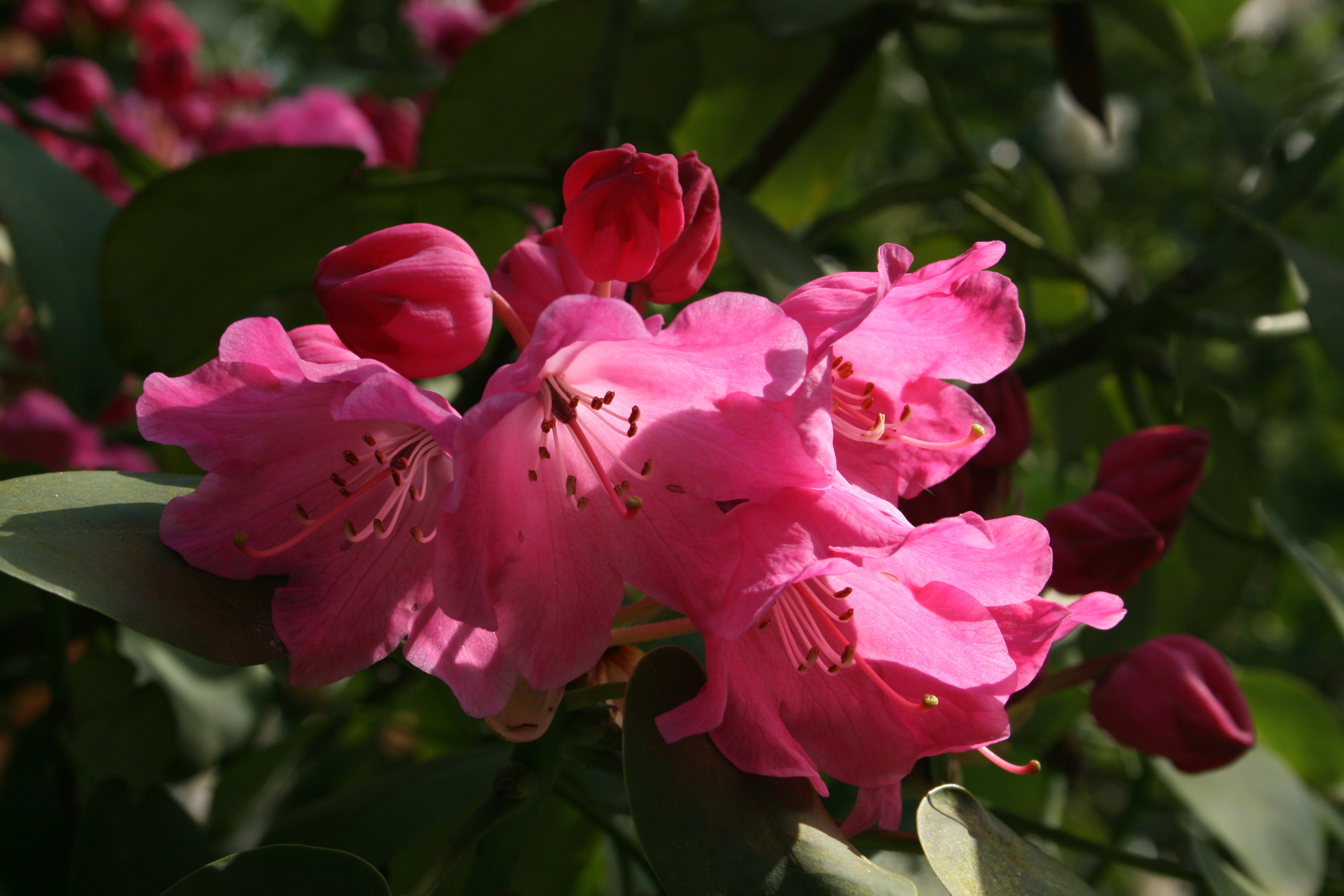
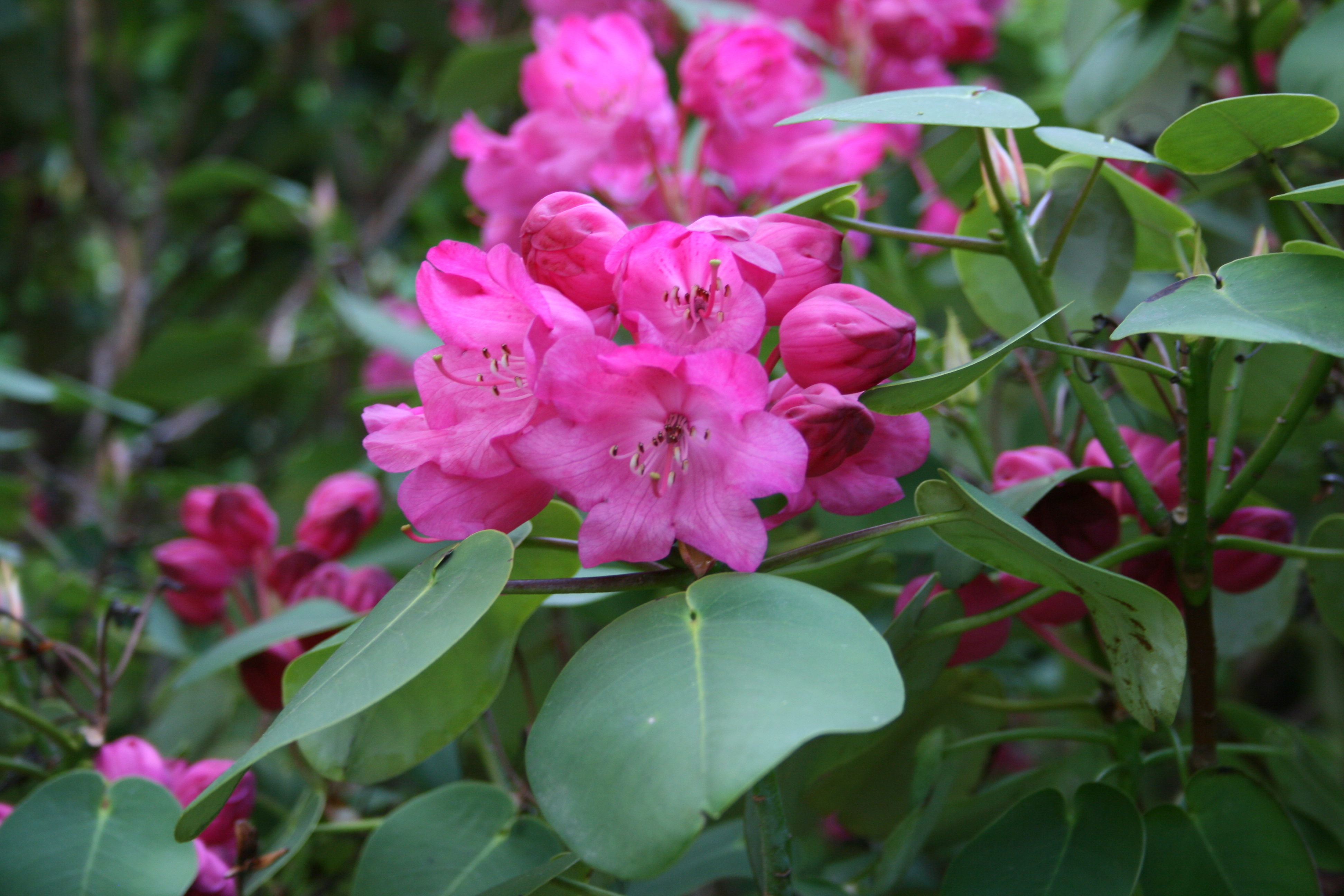
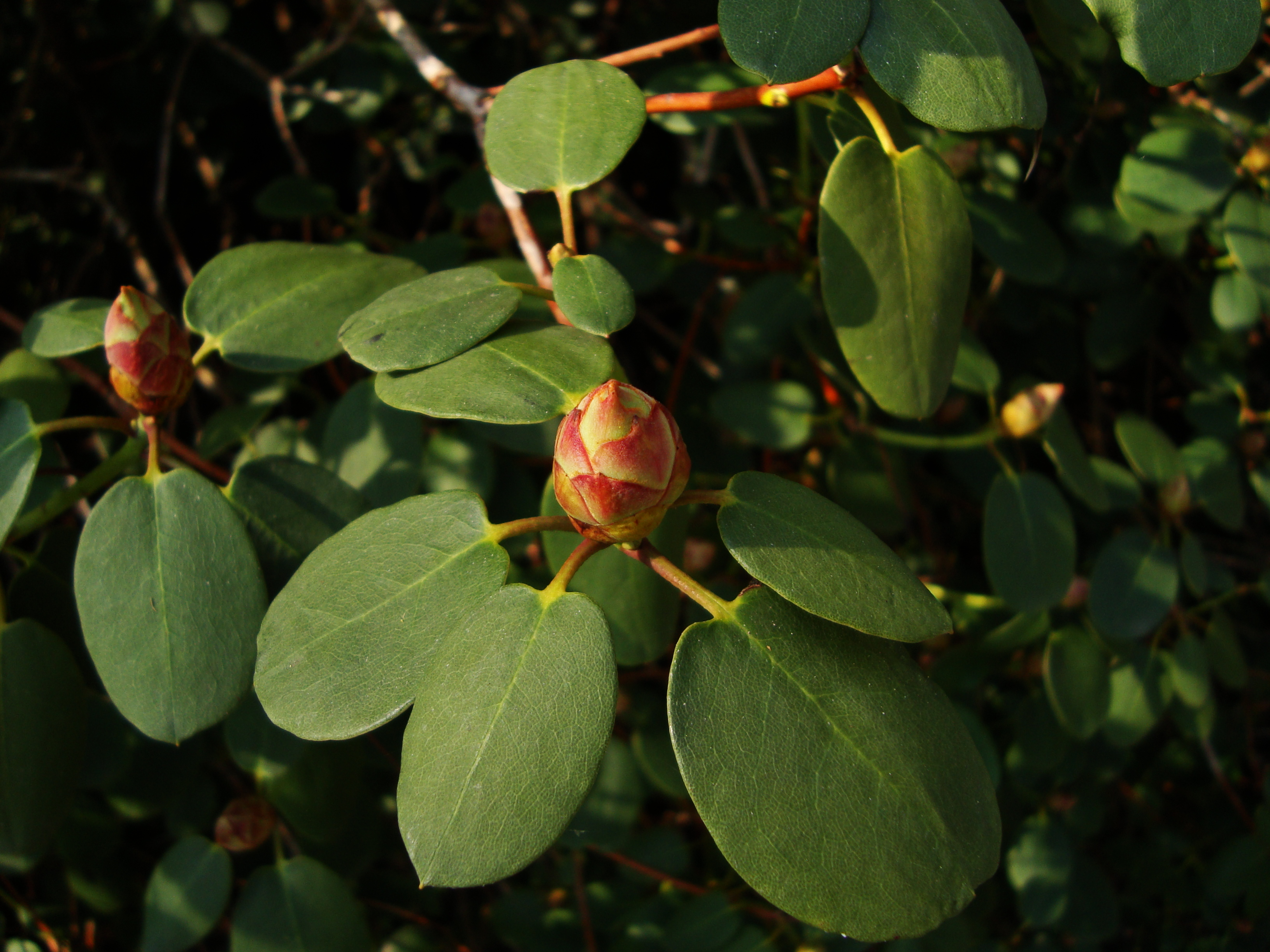
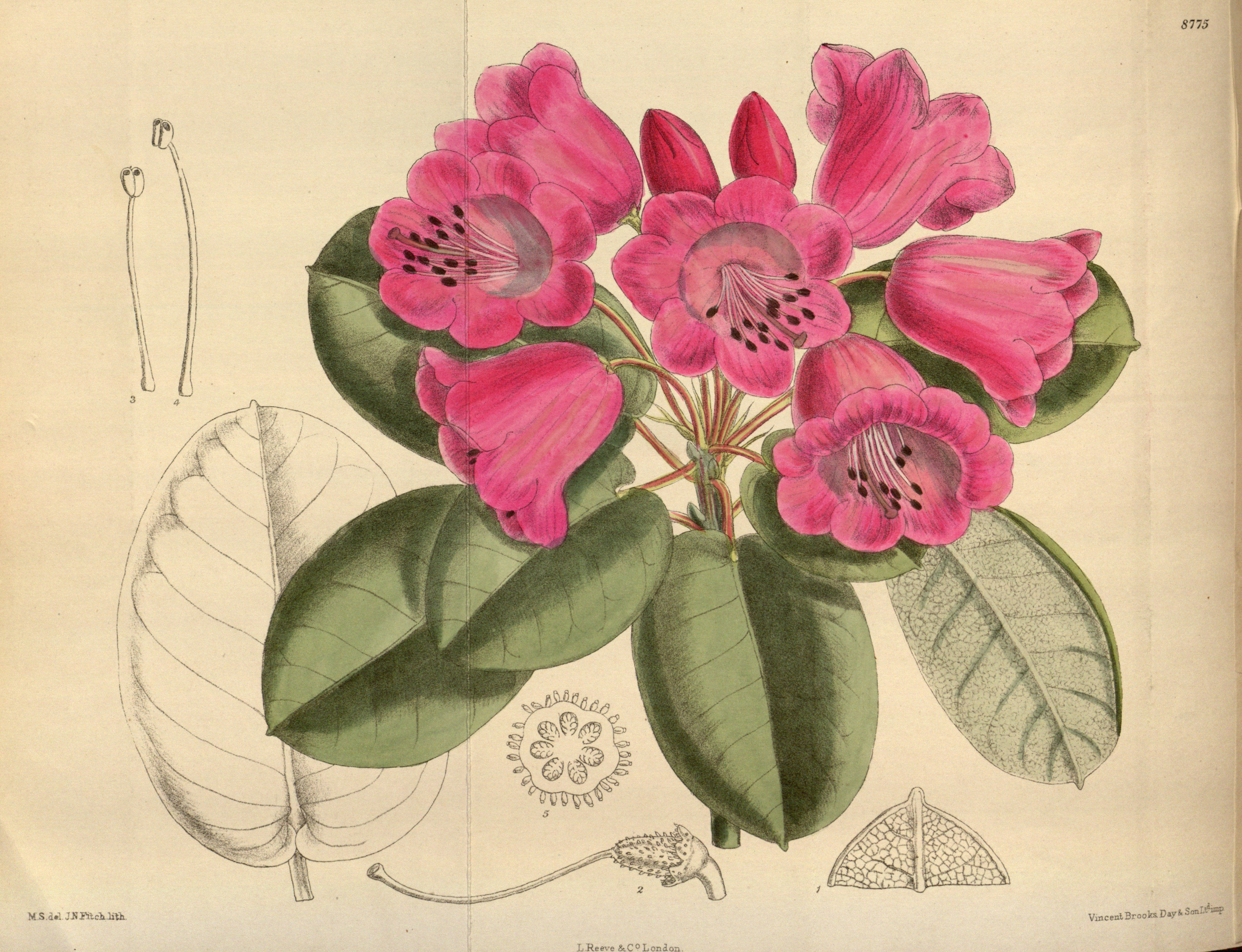
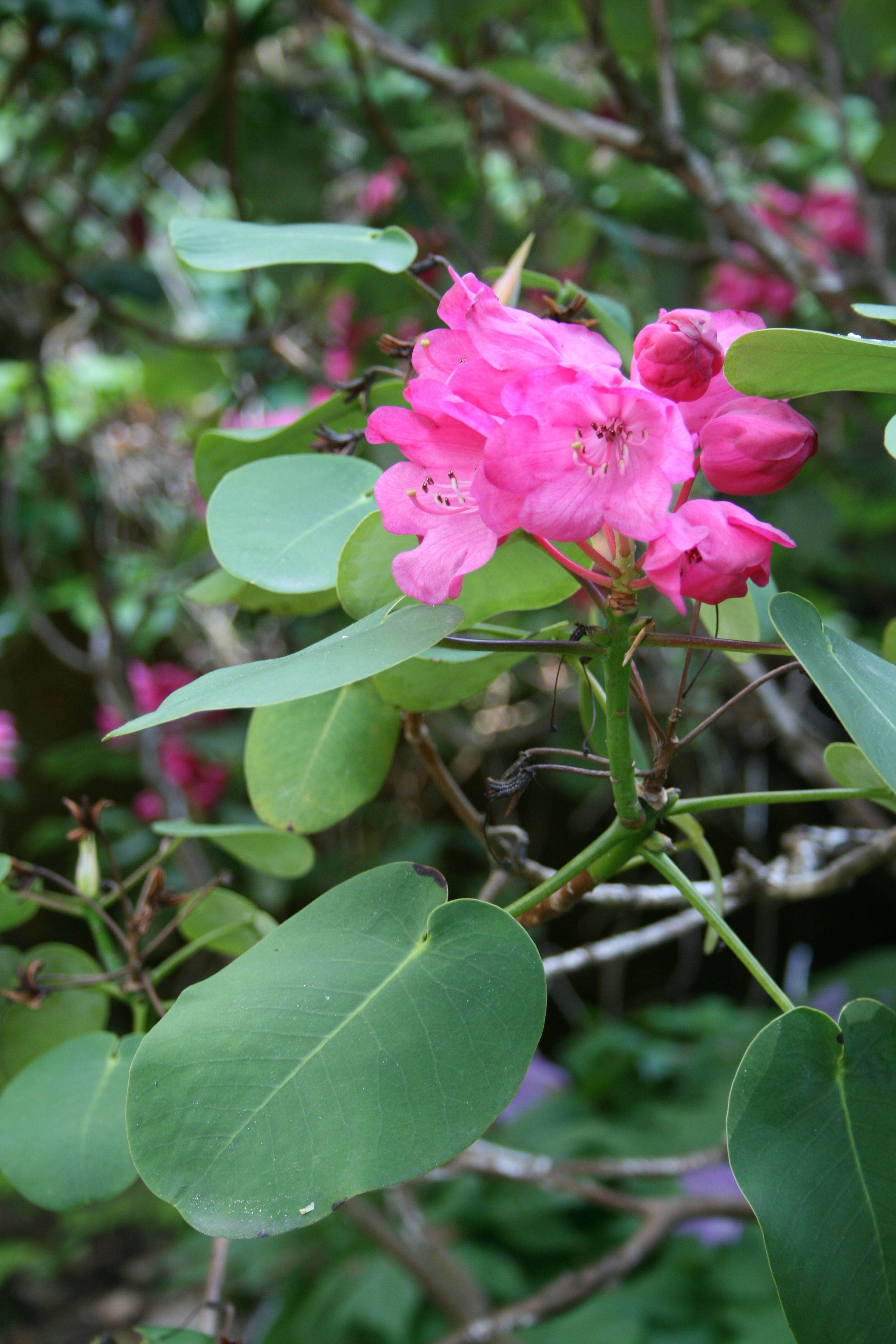
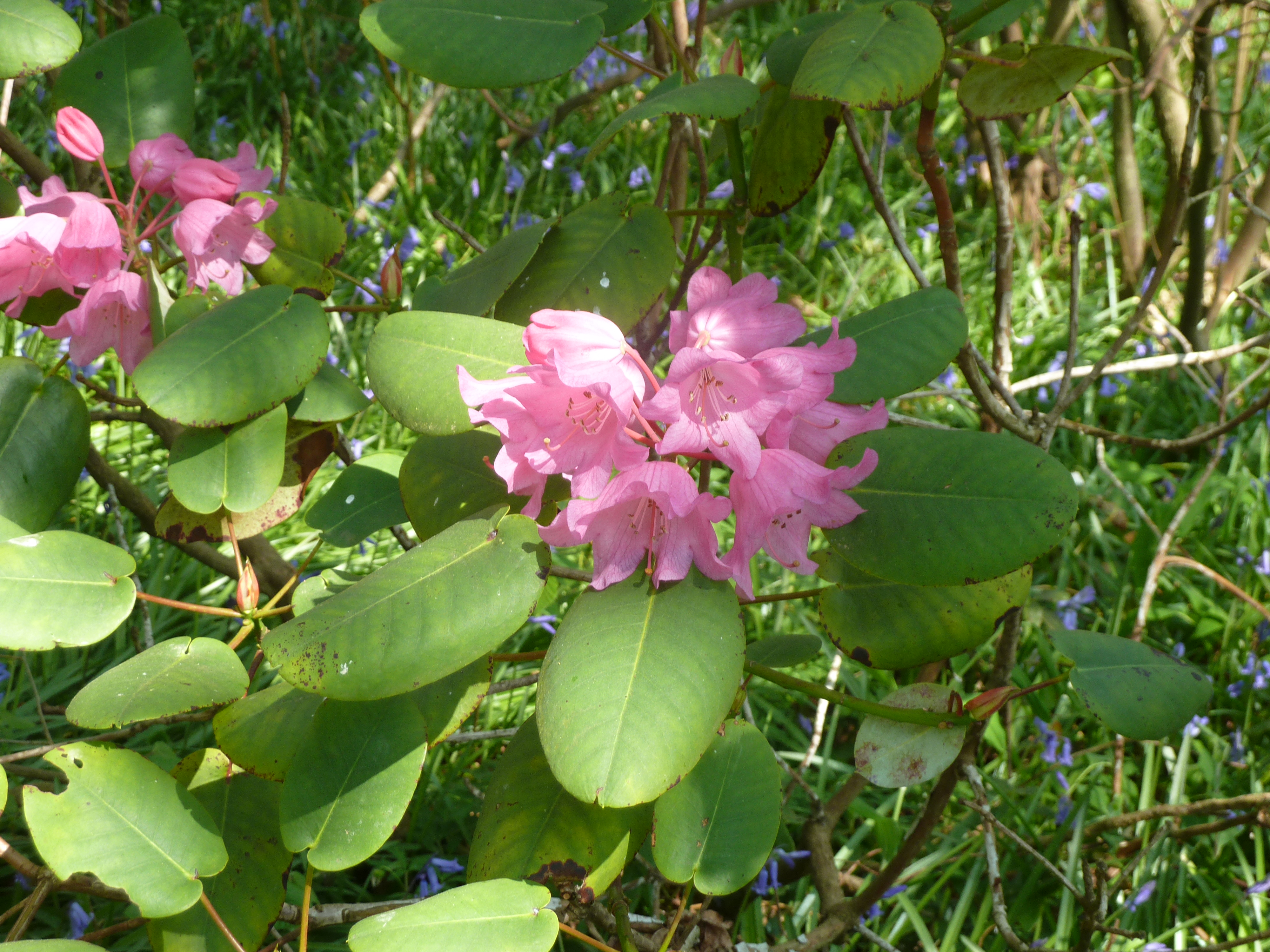